# Ritratto di Jakob Fugger il Ricco
Il Ritratto di Jacob Fugger il Ricco è un dipinto a olio su tela applicata su tavola (69x53 cm) di Albrecht Dürer, databile al 1520 circa, è conservato nella Staatsgalerie di Augusta.

## Storia
Jakob Fugger, uno dei più ricchi mercanti di Augusta, venne ritratto a carboncino durante la Dieta di Augusta del 1518, dove Dürer era stato chiamato dall'imperatore Massimiliano I. Qui l'artista partecipò al seguito della delegazione dei suoi concittadini norimberghesi e conobbe molte importanti personalità, tra cui i Fugger, con i quali era già in ottimi rapporti sin dai tempi del suo secondo viaggio a Venezia (1506-1507). Il ritratto vero e proprio di Jakob venne poi eseguito più tardi, verso il 1520.

## Descrizione e stile
Il personaggio è ritratto con tutto il busto di tre quarti, girato verso sinistra e su sfondo azzurro. Indossa un copricapo a rete finemente ricamato e un ampio cappotto con inserti di pelliccia, che dimostra la sua alta condizione sociale. Il portamento è eretto e sicuro di sé, con l'energia del ritratto che si concentra tutta nel volto, a cui tendono le linee di forza, come al vertice di una piramide scura composta dal corpo. 
Gli occhi sono incavati per effetto dell'età, ma vigili ed espressivi, il naso dritto, la bocca sottile.